# Arend Lijphart
Arend Lijphart (Apeldoorn, Países Bajos; 17 de agosto de 1936) es un politólogo neerlandés especializado en ámbitos relacionados con la política comparada, los sistemas electorales y sistemas de votación, las instituciones democráticas, o la etnicidad.
Recibió su doctorado en ciencias políticas en la Universidad de Yale en 1963 tras presentar una tesis doctoral sobre la política de Holanda en relación con la descolonización de Guinea, después de haber estudiado en el Principia College entre 1955 y 1958 y en la Universidad de Leiden entre 1958 y 1962. Entre 1968 y 1978 fue profesor de ciencias políticas en la Universidad de Leiden, donde había estudiado, y desde 1978 hasta la actualidad ejerce de profesor en la Universidad de California, San Diego.
En 1989 fue elegido miembro de la Academia Estadounidense de las Artes y las Ciencias, y entre 1995 y 1996 fue presidente de la Asociación Americana de Ciencia Política. En 1997 fue galardonado con el prestigioso premio Johan Skytte.
Aunque ha pasado la mayor parte de su vida trabajando en los Estados Unidos y es un ciudadano americano, ha recuperado ya su ciudadanía neerlandesa y actualmente dispone de doble nacionalidad.

## Aportación a la ciencia política
Lijphart es considerado el padre del consociativismo, o la forma en que las sociedades segmentadas logran mantener la democracia compartiendo el poder. Lijphart desarrolló este concepto en su primera gran obra, The Politics of Accommodation, un estudio sobre el sistema político holandés, y desarrolló sus argumentos en La democracia en las sociedades plurales.
En su obra posterior se centró en los contrastes más amplios entre las democracias.
En su libro más famoso, Modelos de Democracia (originalmente Patterns of Democracy), publicado en inglés en 1989 y en español en el 2000, describe las instituciones políticas de treinta y seis países diferentes. Lijphart compara y analiza los órganos legislativos y ejecutivos, partidos, sistemas electorales y tribunales, divide las democracias en dos modelos (el «modelo de Westminster» y el «modelo de consenso») y concluye que democracia basada en el consenso es más «agradable» que el mayoritaria.
Lijphart ha reconocido, en una entrevista, considerarse empirista. En la misma fuente, Lijphart apela a la teoría de la elección racional y a la literatura marxista como lecturas de formación.

## Obra
A lo largo de su vida, Lijphart ha escrito más de veinte libros, fundamentalmente sobre política comparada. La mayoría de ellos no han sido traducidos al castellano. Entre otras obras, ha escrito:
- Lijphart, Arend (1984). Democracies: Patterns of Majoritarian & Consensus Government in Twenty-one Countries (en inglés). New Haven: Yale University Press. ISBN 0-300-03182-3.
- Lijphart, Arend (1985). Power-Sharing in South Africa (en inglés). Berkeley: Institute of International Studies, University of California. ISBN 0-87725-524-5.
- Grofman, Bernard, y Lijphart, Arend (1986). Electoral Laws & Their Political Consequences (en inglés). Nueva York: Agathon Press. ISBN 0-87586-074-5.
- Lijphart, Arend (1994). Electoral Systems and Party Systems: A Study of Twenty-Seven Democracies. 1945-1990 (en inglés). Oxford: Oxford University Press. ISBN 0-19-828054-8.
- Lijphart, Arend, y Waisman, Carlos H. (1996). Institutional Design in New Democracies. (en inglés). Boulder: Westview. ISBN 0-8133-2109-3.
- Grofman, Bernard y Lijphart, Arend. The Evolution of Electoral & Party Systems in the Nordic Countries (en inglés). Nueva York: Agathon Press. ISBN 0-87586-138-5.